# Одинцово (Ясногорский район)
Одинцово — село в Ясногорском районе Тульской области. Входит в состав Теляковского сельского поселения.
Население — 9 чел. (2010).

## География
Село Одинцово расположено на севере Тульской области и с севера граничит с Иваньковским сельским поселением. Возле села протекает река Беспута, ручей Пальцы, вокруг заливные луга, леса Селенка и Тащилиха.

## История
Из писцовых книг известно: «Село Одинцово за Иваном за Судаковым Мясново (Иваном Судаковичем Мясновым), на реке Безпуте, а в нем церковь Никола Чудотворец (Николая Чудотворца), деревянна». В 1627 году находим запись в акте перехода села Одинцова от госпожи Жадовской к статскому советнику Мяснову. В 1829 году на средства помещиц Анны Петровны и Александры Петровны Жадовских был сооружён каменный храм, посвящённый Успению Пресвятой Богородицы. Кроме главного алтаря храм имел 2 придела: по правую сторону освящён во имя Святой Мученицы Параскевы Пятницы. Придельные алтари освящены в 1834 году. В 1841 году храм был полностью завершён. Уже тогда в селе насчитывалось более тысячи жителей. В 1930-х годах (в октябре 1936 года) была взорвана колокольня, а в 1950-х годах и сама церковь. В начале XX века (1915—1916 годы) в Одинцове насчитывалось 87 дворов, проживали 287 мужчин и 318 женщин, была земская школа. Через село проходила вымощенная камнем дорога на Каширу, часто проводились ярмарки. После коллективизации часть жителей переселилась в город.

## Священномученик Феодор (Феодосий) Бобков
Село Одинцово связано с жизнью и служением священномученика Феодора (Бобкова). Уроженец Тульской губернии деревни Новая (близ с.Иванькова), после закрытия большевиками Чудова монастыря отец Феодор был направлен служить в село Одинцово (входившее тогда в Каширский уезд) и окормлял приход в 1920—1923 годах. Впоследствии отец Феодор служил на других приходах и был расстрелян большевиками в 1938 году на Бутовском полигоне. День памяти: 4 (17) февраля и в Соборе святых новомучеников и исповедников Российских.

## Поклонный крест в селе Одинцово

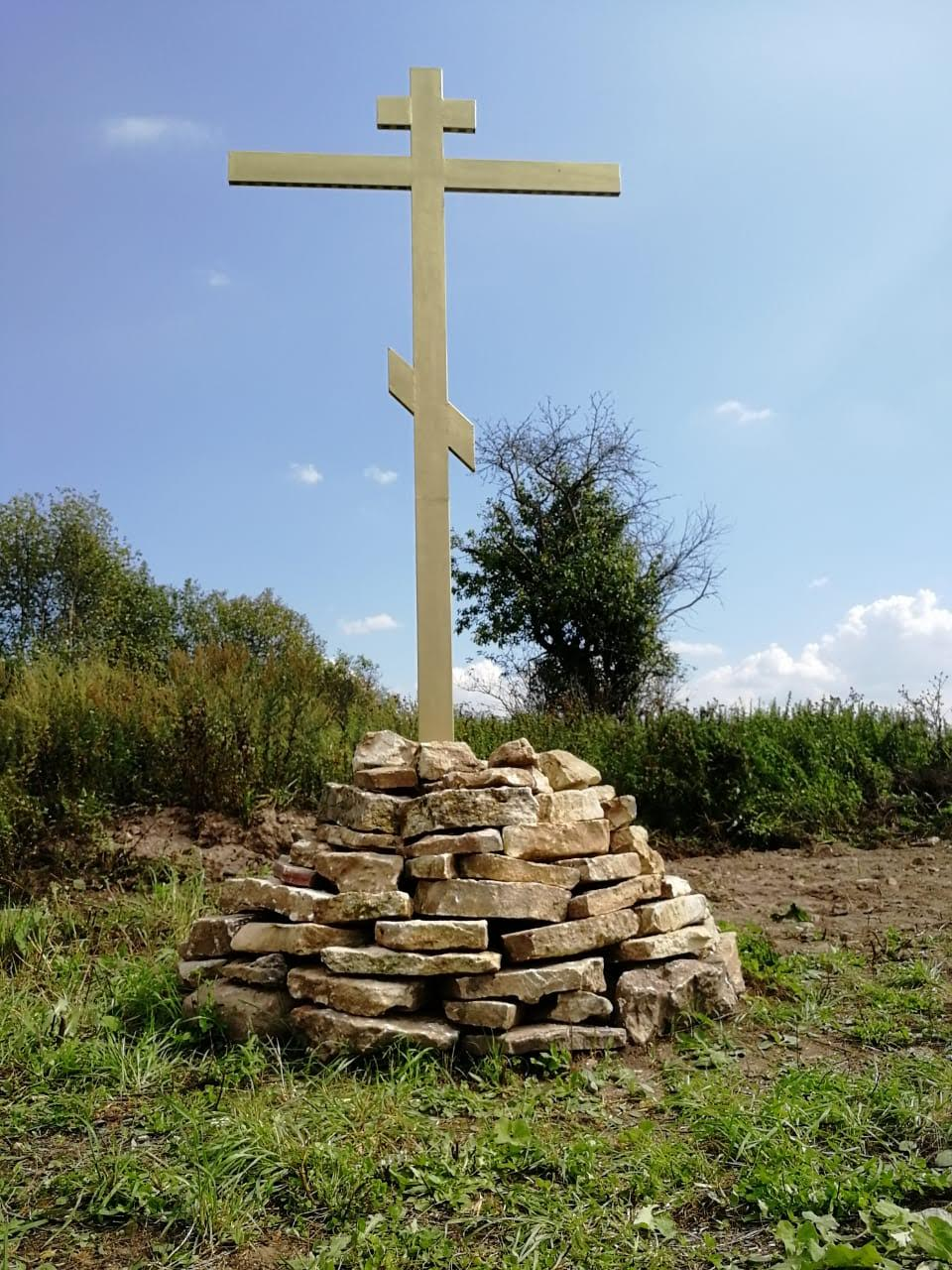
Поклонный крест села Одинцово

В июле 2019 года старанием местных жителей была очищена и благоустроена часть территории, на которой находилась Успенская церковь села Одинцово. 29 июля сооружён и установлен поклонный крест. 22 августа установлена памятная табличка на месте разрушенной церкви.
8 августа 2020 года поклонный крест был освящён. Чин освящения совершил протоиерей Олег Тычинин, настоятель храма свв. апп. Петра и Павла с. Иваньково Ясногорского района.

## Самоуправление
С мая 2010 года в селе регулярно проводятся собрания для решения местных вопросов.